# Camillo Ballini
Camillo Ballini, född i Brescia, var en italiensk konstnär, verksam i Venedig under 1500-talets andra hälft.
Camillo Ballini var elev till Palma Giovane. Han är nästan enbart känd genom sina arbeten i Dogepalatset. På Nationalmuseum, Stockholm finns en målning som nära ansluter till en plafond i Dogepalatset.